# ウーラン

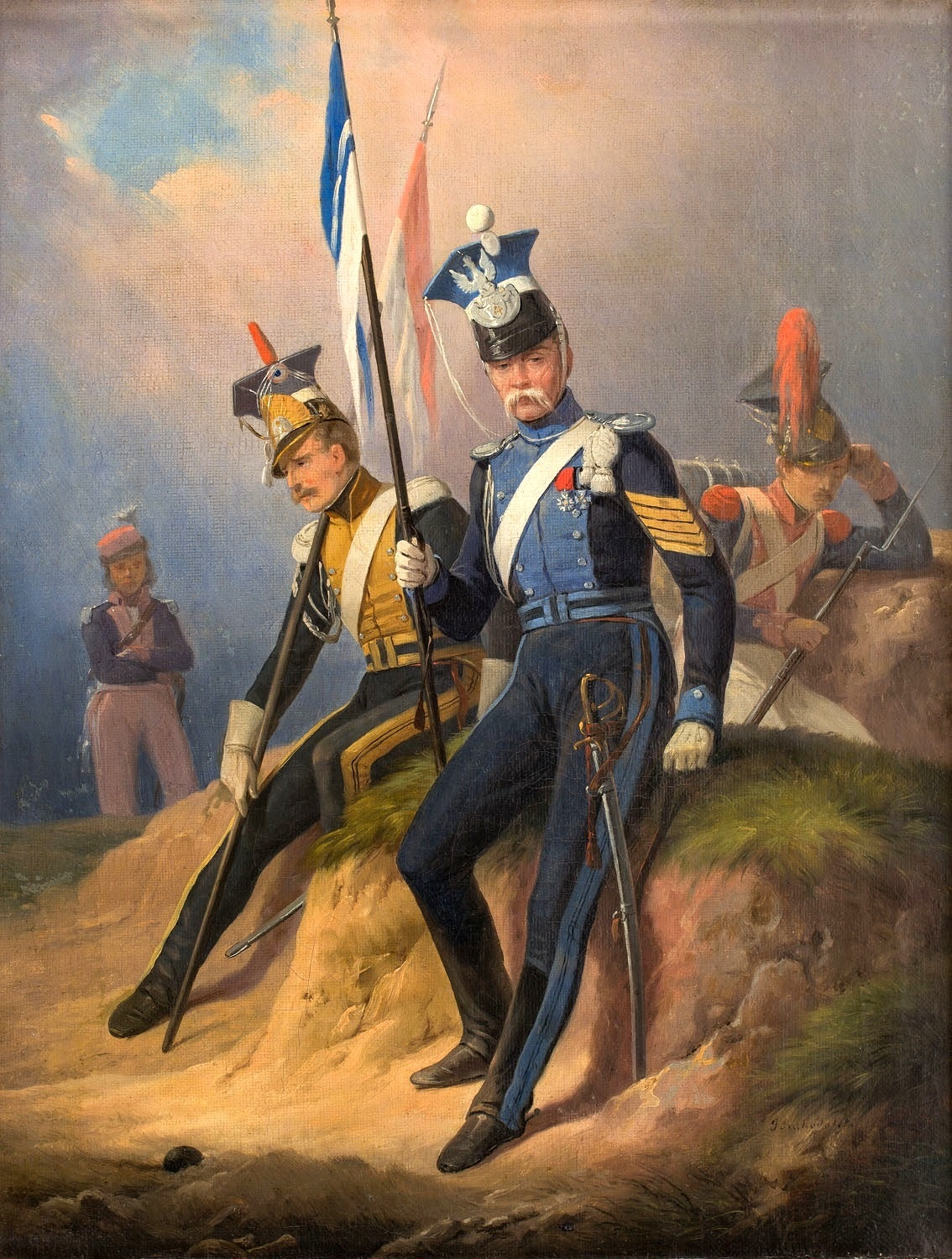
ワルシャワ公国軍のウーラン（槍騎兵）。

ウーラン（波: Ułan、独: Ulan）は、ランス、サーベルや小銃などを装備したポーランド軽騎兵を指す。ポーランド語ではウワンまたはウーワンと呼ぶ。18世紀になると、プロイセンをはじめヨーロッパ諸国で編成されるようになる。日本では英語の訳語である槍騎兵（ランサー）としてよく知られている。近代から現代にかけての各国の槍騎兵はこのウーランが基本型となっている。
彼らの着用する四角形の板がついた帽子をチャプカ（独: Tschapka、波 :czapka）と呼ぶ。これはポーランド語においては帽子をさす一般名詞である。フランス語のシャポー（chapeau）と同語源で、「帽子」を意味するラテン語のカッパ（cappa）から。
現代のフロックコートなど、ダブルブレスト（前合わせがダブル）の上着はこのウーランの制服をもとにしたもの。また、ウーランは独特の紺青色を用いた制服を纏うのが伝統で、紺青色の一種である「プルシアンブルー」（プロイセンの青）はプロイセン王国軍のポーランド人ウーラン隊の制服の色に由来する。

## 歴史
名前はモンゴル、タタール語の"勇敢なる戦士 (Oglan、Uhuanとも)" が語源とされる。オスマン帝国の青年隊 (Oghlan) からなる説もある。

### 伝来
14世紀にかけて、モンゴル、タタール系の人がポーランド、リトアニア、アレン辺りに住みつくと、地元となるポーランド貴族は彼らの豊富な実戦経験や伝統的な戦法を積極的に取り入れようとした。16世紀にかけて、偵察及び重騎兵の先遣、小隊突撃作戦などを主な任務とした軽騎兵隊はすでに現れている。

#### 18世紀
火器の発達によって各国で重装甲が徐々に時代遅れになるにつれ、機動性を重視した騎兵が主流となった（ただし、火器に対応して誕生し常に発展をしていたポーランドの有翼重騎兵団「フサリア」の衰退は火器の発達によるものではなく、当時のポーランドの国家経済や国庫の疲弊であった）。ポーランド最後の国王スタニスワフ2世は、騎兵連隊にランス、サーベルやピストルなどを装備させ、鮮やかな制服で飾って、ウーラン連隊（槍騎兵連隊）と名づけして国王護衛隊として編成。またポーランド分割の後、プロイセン、オーストリア、ロシアの国土となったいくつかの州でもまもなくウーラン連隊が編成される。オーストリアにおいて、槍騎兵連隊は1784年初めて編成され、隊員のほとんどがポーランド人であることをちなんで、ウーランプルク (Ulan-Pulk) と呼ばれていた。

### 第一次世界大戦
ドイツウーラン
1914年、19個槍騎兵連隊がドイツ帝国陸軍に編入された。1919年に解散されている。
マンフレート・フォン・リヒトホーフェンは1911年の4月に士官学校を卒業後槍騎兵連隊に配属されたが活躍の場が少なくなったことや、勤務中に操縦士を目撃したこともあり、航空隊への転属願いを師団長に出し1915年5月に飛行訓練所への入所が認められた。
オーストリアウーラン
ロシアウーラン
ポーランドウーラン
ユゼフ・コワルスキーは第22軽騎兵連隊に所属しポーランド・ソヴィエト戦争に従軍していた。

### 第二次世界大戦
1939年の戦役におけるポーランドの騎兵連隊が地上最後の実戦的ウーランであった。

### 戦後から現在
現在でもポーランドをはじめ各国にウーラン連隊が存在するが、完全に機械化されている。